# Queda do hidroavião Baby Clipper NC 16933
A queda do hidroavião Baby Clipper NC 16933 foi um acidente aéreo ocorrido no Rio de Janeiro em 13 de agosto de 1939. A aeronave , de propriedade da Pan Am, fazia o voo Miami – Rio, fazendo escalas nas cidades de Antilla, Porto Príncipe, San Pedro de Macorís, San Juan, Port of Spain, Georgetown, Paramaribo, Caiena, Belém, São Luís,Fortaleza, Natal, João Pessoa, Recife, Maceió, Aracaju, Salvador, Caravelas e Vitória. Esse seria o primeiro acidente de uma aeronave da Pan Am no Brasil.

## Aeronave
O Sikorsky S-43 era um hidroavião do tipo Flying Boat. A Pan Am encomendaria 10 unidades, que seriam utilizadas em rotas ligando os Estados Unidos ao Caribe e América Latina. A aeronave acidentada foi fabricada na planta industrial da Sikorsky Aircraft em Bridgeport, Connecticut, tendo recebido o número de série 4324. A aeronave seria concluída em 20 de dezembro de 1936. Após ter sido testada e aprovada, receberia o prefixo NC 16933 da Civil Aeronautics Authority. Essas aeronaves seriam batizadas pela Pan Am de Baby Clipper. Os Baby Clipper entraram em serviço na Pam Am em 10 de setembro de 1937 e seriam aposentados em 1945.

## Acidente
O Baby Clipper, prefixo NC 16933, decolaria de Miami, Flórida em 9 de agosto de 1939. Após fazer diversas escalas entre 10 e 13 de agosto, chegaria ao Rio, por volta das 16h. Durante a aproximação para a amerissagem, o hidroavião perderia potência no motor esquerdo, o que provocaria perda de sustentação.  O Baby Clipper voaria baixo até atingir um dos diques secos da Ilha das Cobras às 16h20 min, durante malograda tentativa de pouso de emergência. Com o impacto, a aeronave se incendiaria rapidamente e cairia no mar, afundando em poucos segundos. Dos 16 ocupantes, somente 2 sobreviveriam: o advogado Mario Souto Lyra e o engenheiro mecânico Oswaldo Hirth. Entre os passageiros mortos, estava James Harvey Rogers,  professor de economia da Universidade Yale e conselheiro econômico do governo dos Estados Unidos.

## Nacionalidades
| Nacionalidade | Tripulação | Passageiros | Total | Sobreviventes |
| ------------- | ---------- | ----------- | ----- | ------------- |
| estadunidense | 3          | 7           | 10    | 0             |
| brasileira    | –          | 4           | 4     | 2             |
| argentina     | –          | 1           | 1     | 0             |
| Desconhecida  | –          | 1           | 1     | 0             |
| Total         | 3          | 13          | 16    | 2             |

## Investigações
Durante as investigações, realizadas pela Civil Aeronautics Authority, foi constatado por testemunhas que houve perda de potência do motor esquerdo (Pratt & Whitney R-1690), fazendo o avião rolar para a esquerda. Por conta do incêndio, o motor ficaria muito danificado para ser examinado. Ainda assim,a CAA descobriu que a aeronave possuía combustível suficiente para o pouso e sugeriu uma falha no duto e ou na válvula dupla que controlava o bombeamento de combustível dos seus 2 tanques da asa esquerda até o motor esquerdo. No projeto original, os tanques compartilhavam o mesmo duto até as válvulas que controlavam a injeção de combustível no motor. Após o acidente, a Pan Am modificaria o sistema dos Sikorsky S-43 , substituindo as válvulas duplas por triplas e efetuando ligações independentes entre os tanques de combustível e as válvulas.

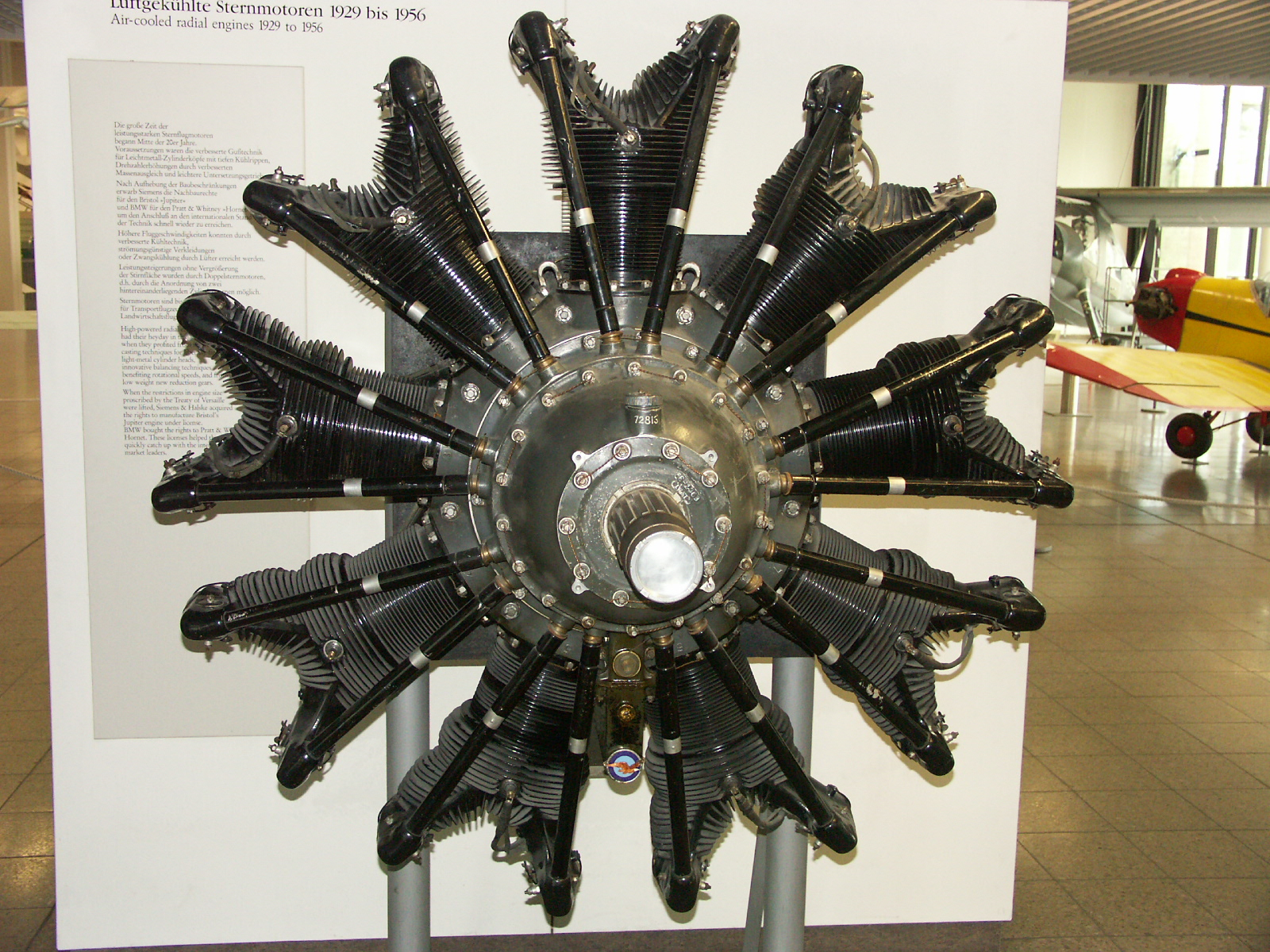
Motor Pratt & Whitney R-1690. O motor esquerdo do Baby Clipper NC 16933 sofreu uma avaria não identificada e parou de funcionar, ocasionando a queda.
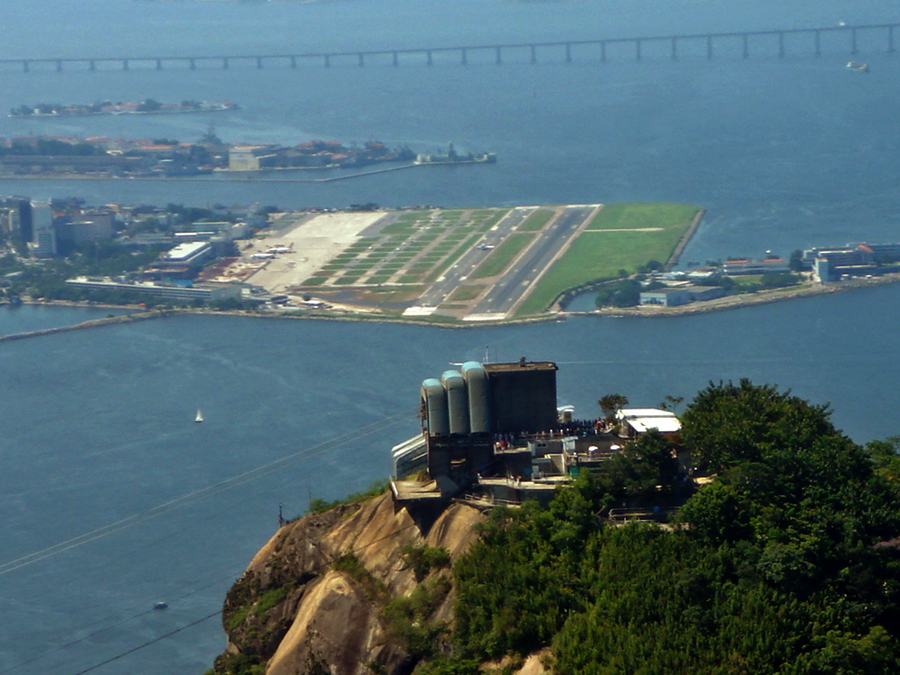
Vista do aeroporto Santos Dumont (c.1986).Ao fundo Ilha das Cobras, local da queda do Baby Clipper.